# Capila
Capila es un género de lepidópteros ditrisios de la subfamilia Pyrginae  dentro de la familia Hesperiidae.

## Especies
- Capila jayadeva
- Capila lidderdali
- Capila pennicillatum
- Capila phanaeus
- Capila pieridoides
- Capila zennara